# Busto de Bureba
Busto de Bureba est une commune d'Espagne dans la communauté autonome de Castille-et-León, province de Burgos. Elle s'étend sur 18,56 km2 et comptait environ 193 habitants en 2011.